# Порошина Тетяна Вікторівна
Тетя́на Ві́кторівна Поро́шина — українська науковиця-імунолог та алерголог, доктор медичних наук, винахідниця.

## З життєпису
2003 року здобула науковий ступінь кандидата біологічних наук за спеціальністю імунологія.
2011 року захистила дисертацію на ступінь доктора медичних наук за спеціальністю імунологія та алергологія.
Серед робіт: «Особливості цитокінової ланки імунітету у хворих на хронічну хворобу нирок IV—V ст. у додіалізному та діалізному періодах», 2010, співавтори В. Е. Баран, Ю. І. Гончар, Г. М. Драннік, В. Є. Дріянська, І. О. Дудар, Р. О. Зограб'ян, О. П. Петрина, В. С. Савченко.
Серед патентів: «Спосіб визначення порушень імунологічної супресії у хворих на хронічний простатит», 2016, співавтори: Драннік Георгій Миколайович, Нуріманов Каміль Раїсович, Горпинченко Ігор Іванович, Савченко Вікторія Станіславівна.